# طهماز
طهماز (به عربی: طهماز) یک روستا در سوریه است که در ناحیه عقیربات واقع شده‌است. طهماز ۴۳۲ نفر جمعیت دارد.